# پولک بینی

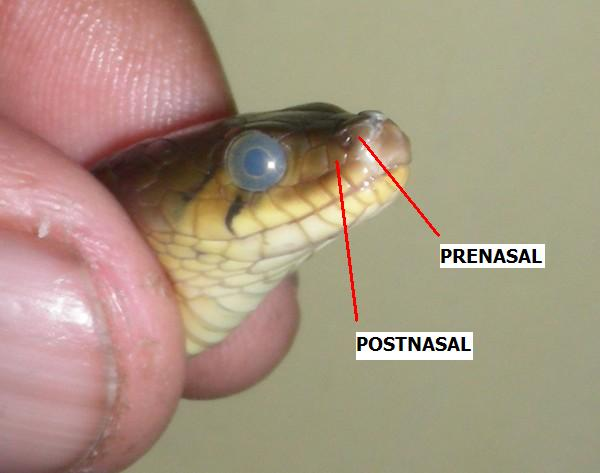
پولک‌های پیش‌بینی و پس‌بینی

در خزندگان، پولک بینی (به انگلیسی: Nasal scale) به پولکی گفته می‌شود که سوراخ بینی را دربر می‌گیرد.
گاهی این پولک جفت (تقسیم) می‌شود. در چنین مواردی، نیمه جلویی را پیش‌بینی (prenasal) و نیمه پشتی را پس‌بینی (postnasal) می‌نامند.
پولک‌های فرابینی (Supranasal scales) در بالای سطح بینی قرار دارند.